# Marabá
Marabá é um município brasileiro localizado no sudeste do estado do Pará, Região Norte do país. Sua localização tem, por referência, o ponto de encontro entre dois grandes rios, Tocantins e Itacaiúnas, formando uma espécie de "y" no seio da cidade vista de cima. A sede municipal é formada basicamente por seis núcleos urbanos interligados por rodovias.
O povoamento de origem europeia da região de Marabá principiou no início do século XIX, porém, somente consolidou-se com a chegada de imigrantes árabes, goianos e maranhenses, em 1894. A emancipação municipal se deu em 1913, ocorrendo a elevação da sede para categoria de cidade em 1923. O desenvolvimento do município, durante um grande período, foi dado pelo extrativismo vegetal, mas, com a descoberta da Província Mineral de Carajás, Marabá desenvolveu-se muito rapidamente, tornando-se um município com forte vocação industrial, agrícola e comercial. Atualmente, Marabá é um grande entroncamento logístico, interligada por cinco rodovias ao território nacional, por via aérea, ferroviária e fluvial.
É o quinto mais populoso do Pará, com 266 536 habitantes, segundo o Instituto Brasileiro de Geografia e Estatística (IBGE/2022) e com o 4º maior produto interno bruto (PIB) do estado em 2020, com 12 bilhões de reais. O seu Índice de Desenvolvimento Humano (IDH) é 0,668, considerado médio pelo Programa das Nações Unidas para o Desenvolvimento (PNUD/2010). Sua renda per capita em 2017 era de 31.650,18 reais. É o principal centro socioeconômico do sudeste paraense e um dos municípios mais dinâmicos do Brasil.
Marabá tem, como característica, sua grande miscigenação de pessoas e culturas, que faz jus ao significado popular do seu nome: "filho da mistura". É também conhecida como Capital do Carajás, Terra da Castanha e Cidade Poema; este último apelido remete ao poema Marabá do escritor Gonçalves Dias.

## Etimologia
A etimologia da palavra "Marabá" remete ao vocábulo indígena mayr-abá, que significa filho do estrangeiro com a índia ou ainda, fruto da índia com o branco.
Um poema escrito por Gonçalves Dias teria inspirado Francisco Coelho a denominar o seu armazém de aviamento de Casa Marabá, no então povoado de Pontal. O armazém, na verdade um grande barracão, servia aos pioneiros de todo tipo de secos e molhados. Lá, segundo a tradição, Coelho comprava o caucho coletado, andiroba, copaíba, frutos da mata, caças diversas, e nos fundos mantinha um cabaré, com a venda de bebidas e apresentações de mulheres.
Somente em 1904, a subprefeitura do "Burgo do Itacaiúnas" é transferida para o povoado de Pontal, na época com 1 500 habitantes, com o nome de Marabá. É a primeira vez que esta denominação aparece em um documento oficial.

## História

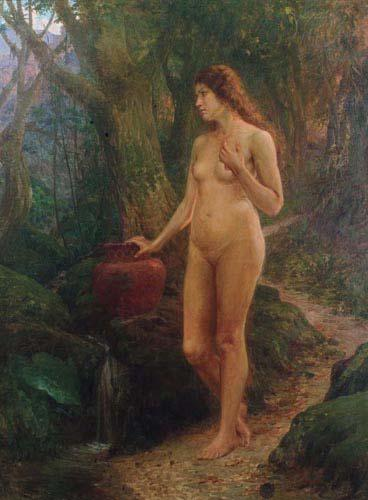
A índia Marabá, óleo sobre a tela de João Batista da Costa.

A história de Marabá compreende, tradicionalmente, o período desde a chegada dos comerciantes de drogas do sertão e chefes políticos deslocados do norte da província de Goiás, até os dias atuais. Embora o seu território seja habitado continuamente desde tempos pré-históricos por índios nômades, a região permaneceu praticamente intocada até o início da década de 1890, com raros contatos com europeus e bandeirantes, que desde o século XVI exploravam a região.
A primeira tentativa oficial de colonização de origem europeia, no entanto, somente ocorreu em 18 de março de 1809, quando, em um decreto, dom João VI aprovou a criação da Capitania de São João das Duas Barras e nomeou Theotônio Segurado para ouvidor da mesma. A capitania existiu entre 1809 e 1814, e compreendia o território do atual estado brasileiro do Tocantins (na época, capitania de Goiás) e a porção sul da capitania do Grão-Pará. Durante o período em que sustentou o status de capitania, teve duas sedes, sendo uma delas a freguesia de Barra do Tacay-Una, atual Marabá, que havia sido escolhida como capital pelo próprio rei.

### Colonização e povoamento
Os primeiros a participarem da formação do povoado de Marabá foram chefes políticos deslocados de guerrilhas que tinham o norte de Goiás como palco, mais precisamente a cidade de Boa Vista do Tocantins (atual Tocantinópolis). O coronel Carlos Leitão deslocou-se, acompanhado de seus familiares e auxiliares de trabalho, chegando em dezembro de 1894 ao sudeste do Grão-Pará, estabelecendo seu primeiro acampamento em localidade situada em terras próximas à confluência do rio Itacaiúnas. Fixaram-se definitivamente na margem esquerda do Tocantins, cerca de 10  km rio abaixo do outro acampamento, em local que foi denominado Burgo do Itacaiúnas (Burgo do Itacayúna, na grafia arcaica), em 5 de agosto de 1895.
Do ponto em que foi instalado o acampamento, os colonos começaram a abrir caminho na floresta a procura de campos naturais que servissem para criação de bovinos. Em uma dessas incursões, encontrou-se uma árvore que escorria leite vegetal de seu caule, da qual suspeitou ser caucho - árvore da qual se extrai o látex, e se produz a borracha. Em 1895, Carlos Leitão seguiu para a capital da província para ter reunião com o então presidente do Grão-Pará, José Paes de Carvalho, a quem solicitou colaboração, visto a necessidade de se colonizar a região. Paes de Carvalho contemplou o coronel Leitão com seis contos de reis em dinheiro e estoque de medicamentos que seriam empregados no combate à doenças tropicais. Conseguido seu intento de ajuda e por terem os testes do leite vegetal endurecido comprovado que se tratara de látex (borracha) de caucho, Leitão, de volta ao Burgo do Itacaiúnas, difundiu a informação a todos da pequena colônia. Nos meses que se seguiram, chegaram os primeiros grupos de trabalhadores para extração do caucho.
O comerciante maranhense Francisco Coelho teria sido um dos primeiros a estabelecer-se no local, entre os rios Tocantins e Itacaiunas, em 7 de junho de 1898, que a princípio denominava-se "Pontal do Itacaúnas". O objetivo era negociar com os extratores de caucho, que passando pela foz do rio Itacaiunas, navegavam pelo rio Tocantins. Os registros atribuem a Francisco Coelho o nome da localidade que viria a ser a sede do município de Marabá. Ele teria instalado no local uma casa comercial – "Casa Marabá" – cujo nome era uma homenagem ao poeta Gonçalves Dias. O nome do ponto comercial paulatinamente passou a designar a pequena vila que se formou na confluência do rio Itacaiunas.

### Formação do município
No bojo dos conflitos que ficaram conhecidos como a segunda guerrilha do Tocantins, entre 1907 e 1909, Marabá acabou por envolver-se seriamente nas hostilidades entre os grupos partidários pela integração da região ao Goiás e aqueles que não desejavam a mudança do status quo territorial do Pará. O resultado do acirramento dos ânimos se deu com o episódio conhecido como a Batalha dos Galegos, que acabou por acelerar o processo de emancipação municipal, dando fruto também à "Declaração de Marabá" e ao movimento do "estado do Itacaiúnas" (atual estado do Carajás).

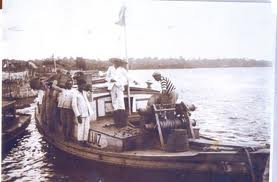
Embarque de castanha-do-pará em pequenas embarcações.

Desse entreposto comercial, onde o "Itacaiunas desaguando no Tocantins, apertando uma faixa de terra em forma de península", surgiu a cidade de Marabá. Criado em 27 de fevereiro de 1913, através da lei estadual 1 278, o município foi instalado formalmente em cinco de abril do mesmo ano, data que passou a ser comemorada como seu aniversário. O primeiro presidente da Comissão Administrativa Municipal, cargo à época correspondente ao de presidente da câmara dos vogais, foi o coronel Antônio Maia, escolhido e nomeado na data de instalação. Marabá, mesmo sediando o município, permaneceu com a categoria de vila por quase dez anos, recebendo o título de cidade em 27 de outubro de 1923, através da lei estadual 2 207. Em 1914, Marabá passou a sediar a comarca, em ato instituído através do decreto 3 057, de 7 de fevereiro de 1914. A instalação da comarca se deu em 27 de março de 1914, procedida pelo juiz de direito José Elias Monteiro Lopes.
As frentes migratórias para a região de Marabá, a partir de meados da década de 1920, destinavam-se, especialmente, à extração e comercialização de castanha-do-pará e, desde os fins da década de 1930, no garimpo de diamantes no leito do rio Tocantins. A cidade recebia imigrantes vindos de várias regiões do Brasil, principalmente do nordeste (com destaque ao Piauí e Maranhão), de Goiás e Minas Gerais, e imigrantes árabes (com destaque aos libaneses, palestinos e sírios), constituindo uma camada importante na sociedade local. Em 1929, a cidade já se encontra iluminada por uma usina a lenha e, em 17 de novembro de 1935, o primeiro avião pousa no aeroporto recém-inaugurado na cidade. Nesse período, a cidade era composta por 450 casas e 1 500 habitantes fixos.

### Década de 1970
Com a abertura da PA-70 (atualmente um trecho da BR-222), em 1969, Marabá é ligada à Rodovia Belém-Brasília. A implantação de infraestrutura rodoviária fez parte da estratégia do governo federal de integrar a região ao resto do país. Além disso, o plano de colonização agrícola oficial, a instalação de canteiros de obras, especialmente a construção da Hidroelétrica de Tucuruí, a implantação do Projeto Ferro Carajás (todos estes depois inseridos no Programa Grande Carajás) e a descoberta da mina de ouro da Serra Pelada, aceleraram e dinamizaram as migrações para Marabá nas décadas de 1970 e 1980.
Em 1970, o município foi declarado Área de Segurança Nacional (Decreto-lei 1 131, de 30 de outubro de 1970), condição que perdurou até o fim da ditadura militar em 1985. Aliado ao fato de a região ser estratégica para a política de integração, ela foi o ambiente da Guerrilha do Araguaia, resultando numa presença ostensiva das tropas do Exército Brasileiro, tornando, a cidade, uma das bases de operações das tropas federais. Também em 1970 foi criado o Programa de Integração Nacional (PIN) que, dentre outras medidas, previa a construção da rodovia Transamazônica, cujo primeiro trecho foi inaugurado em 1971, juntamente com a criação de um posto do Instituto Nacional de Colonização e Reforma Agrária (INCRA) em Marabá.
Em 1971, através do Projeto Rondon e da Universidade de São Paulo, o município ganhou seus primeiros cursos superiores, que dariam vez a atual Universidade Federal do Sul e Sudeste do Pará.

### Década de 1980

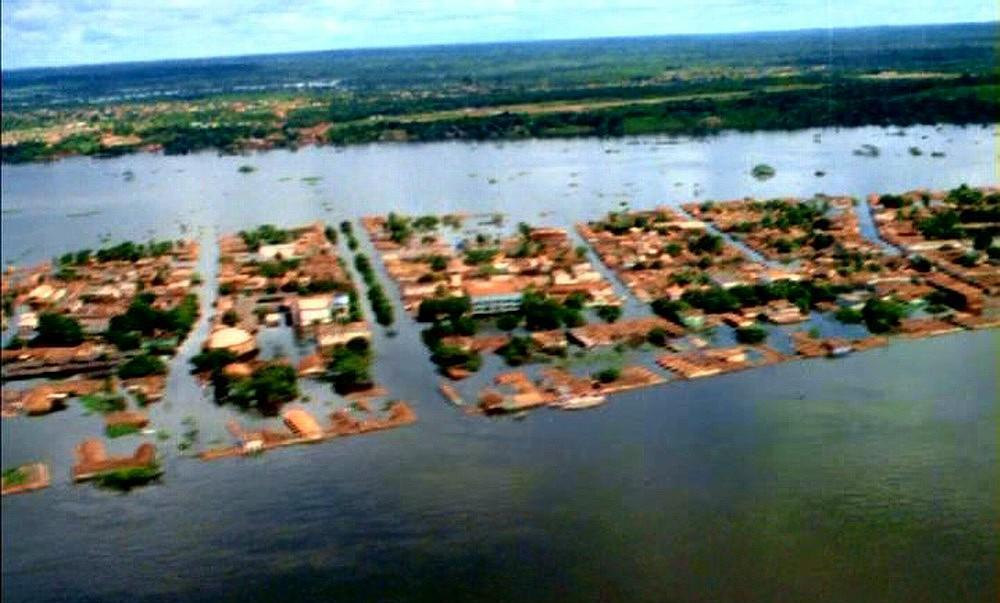
Velha Marabá durante a enchente histórica de 1979-1980; ao fundo a Cidade Nova.

Em 1979/1980, a cidade é assolada pela maior enchente da sua históriaː o Rio Tocantins sobe 17,42 metros. Em consequência disto, há uma reformulação no planejamento do crescimento e expansão urbana da cidade. Em 1984, entra em funcionamento a Estrada de Ferro Carajás e, em 1988, se dá início aos preparativos para a instalação de indústrias siderúrgicas para produção de ferro-gusa, negócio que veio trazer grandes benefícios econômicos para o município.
Em 1985, Marabá deixa de ser área de Segurança Nacional e, na eleição para prefeito - a primeira eleição direta realizada sob a égide da Nova República - Hamilton de Brito Bezerra (Partido do Movimento Democrático Brasileiro) derrota Oswaldo dos Reis Mutran (Partido Democrático Social), cessando uma longa hegemonia na política local da chamada "oligarquia da castanha". Tal fato aconteceu devido ao apoio de boa parte das lideranças camponesas, do então governador Jader Barbalho e de movimentos sociais.
Em 1987, ocorreu um conflito que ficou conhecido como o Massacre de São Bonifácio ou Guerra da Ponte. A peleja ocorreu entre os garimpeiros de Serra Pelada e a Polícia Militar do Pará com o auxílio do Exército Brasileiro. A manifestação que gerou o massacre bloqueou o acesso à Ponte Mista de Marabá e pedia a reabertura de Serra Pelada com o rebaixamento da cava do garimpo. O governo informou, inicialmente, que duas pessoas morreram. Depois, acresceu esse número para nove. Contudo, há registros que contam que houve 79 garimpeiros desaparecidos em decorrência do conflito. No entanto, por parte das tropas da Polícia e do Exército, não houve registros de baixas. Tal episódio tem características muito semelhantes aos do Massacre de Eldorado do Carajás, em 1996, que ocorrera nove anos antes, na ponte sobre o Rio Tocantins.

### Da década de 1990 à crise econômica
A década de 1990 é marcada pelo acirramento dos conflitos no meio rural. Neste período, há uma explosão demográfica muito grande nesta região, causada principalmente pela grande demanda de mão de obra, não acompanhada de políticas estatais de contenção demográfica e qualificação do trabalhador. A mão de obra não qualificada acabava sendo deslocada para a zona rural, o que, aliado às questões de irregularidades fundiárias existentes desde a década de 1970, acabavam por aumentar as tensões no meio rural. Tais tensões no campo culminaram em assassinatos de sindicalistas, camponeses, líderes religiosos e políticos.
Em 2011, Marabá participou ativamente, com todo o sudeste do Pará, da consulta plebiscitária que definiu sobre a divisão do estado do Pará. O município  sedia os dois principais organismos de luta pela causa na região. Embora ocorresse expressiva votação em Marabá favorável à divisão (mais de 90% de aprovação), o peso da região de Belém se fez maior e se sobrepôs ao anseio local. Entretanto, mesmo com a derrota na votação, o município continua, juntamente com a região, a pleitear a separação para criação do estado do Carajás.

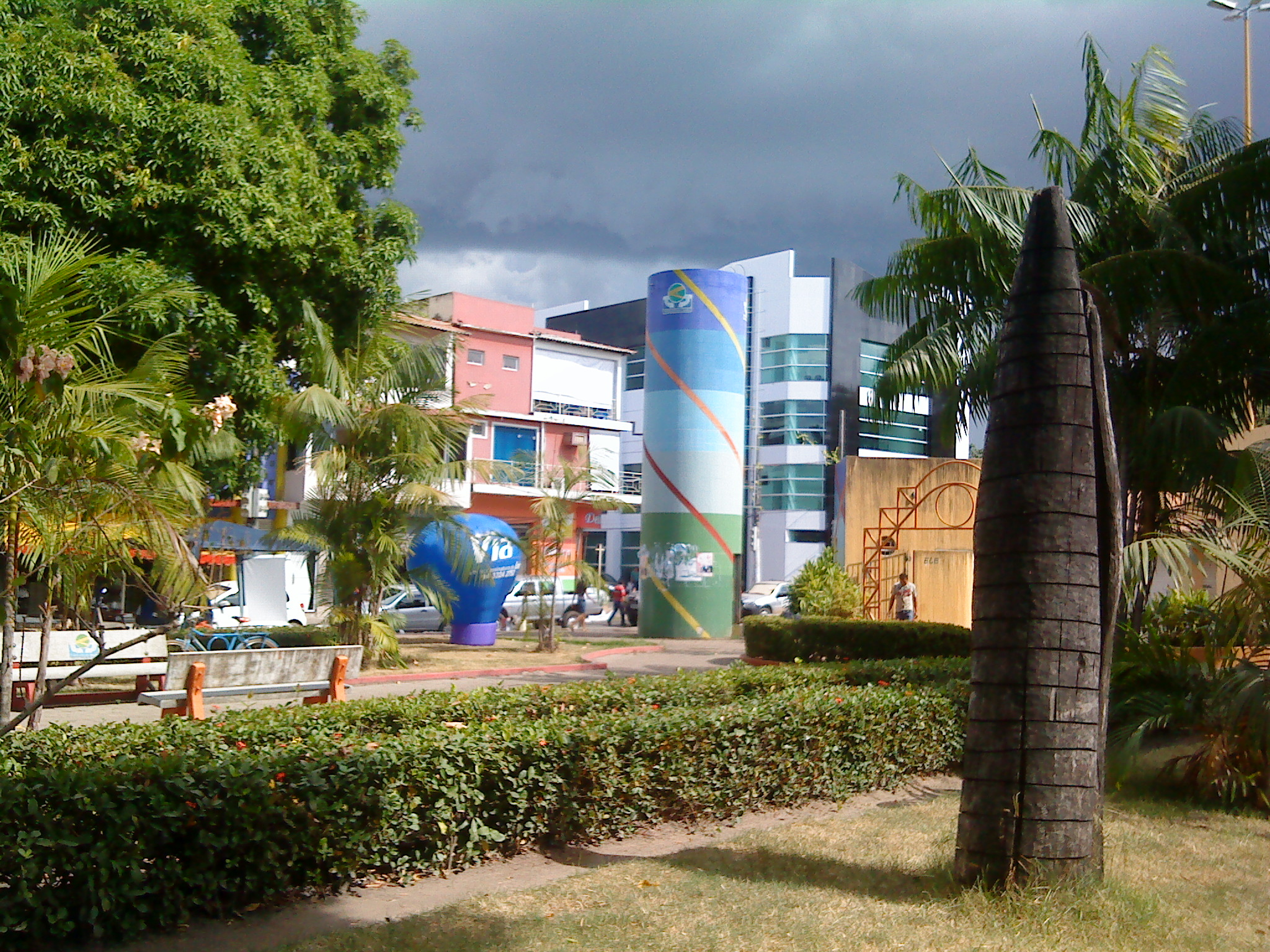
Praça Duque de Caxias, em 2010, no bairro Centro, Velha Marabá

Desde o estouro da Grande Recessão no Brasil em 2008, Marabá sofreu um processo de desindustrialização. O parque industrial da cidade, que chegou a ter 11 grandes siderúrgicas funcionando com capacidade plena em janeiro de 2008, chegou a julho de 2009 com somente uma das empresas operando regularmente. Os principais mercados consumidores da gusa e do aço do município, os Estados Unidos, o Japão e a República Popular da China, reduziram sua demanda e forçaram as empresas a dar férias coletivas aos funcionários.
Entre 2011 e meados de 2013, Marabá sofreu efeitos de "refluxo" da crise econômica iniciada em 2008, causados principalmente por dois fatores: primeiro, a formação de uma bolha de preços no mercado imobiliário local, que estavam superaquecidos artificialmente desde 2010; o segundo efeito foi uma grande crise fiscal que se desenrolou desde o início de 2012, em função dos desacertos de política econômica a nível municipal, que levaram ao inchaço da máquina pública mesmo em períodos de sérias dificuldades econômicas no município.

### Centenário -presente
O ano de 2013 foi especial para o município, pois culminou em seu centenário de emancipação política. Na semana do centenário, entre 1 e 7 de abril, muitas programações culturais e artísticas foram realizadas no município. Várias celebrações foram feitas, dentre elas a reconstituição da viagem de balsa capitaneada por Carlos Leitão de Carolina até Marabá. A expedição, com balsa construída inteiramente de talos e palhas de Buriti, no intuito de replicar a característica da embarcação original construída pelo Coronel Leitão, foi promovida pela equipe de técnicos e pesquisadores da Casa da Cultura, que por impossibilidade de navegação em virtude da existência da Hidroelétrica do Estreito, não saiu de Carolina, mas da cidade vizinha, Estreito. Todo o percurso iniciou-se em 16 de abril e foi finalizado no dia 27 de abril, com grande festa em Marabá.

## Geografia

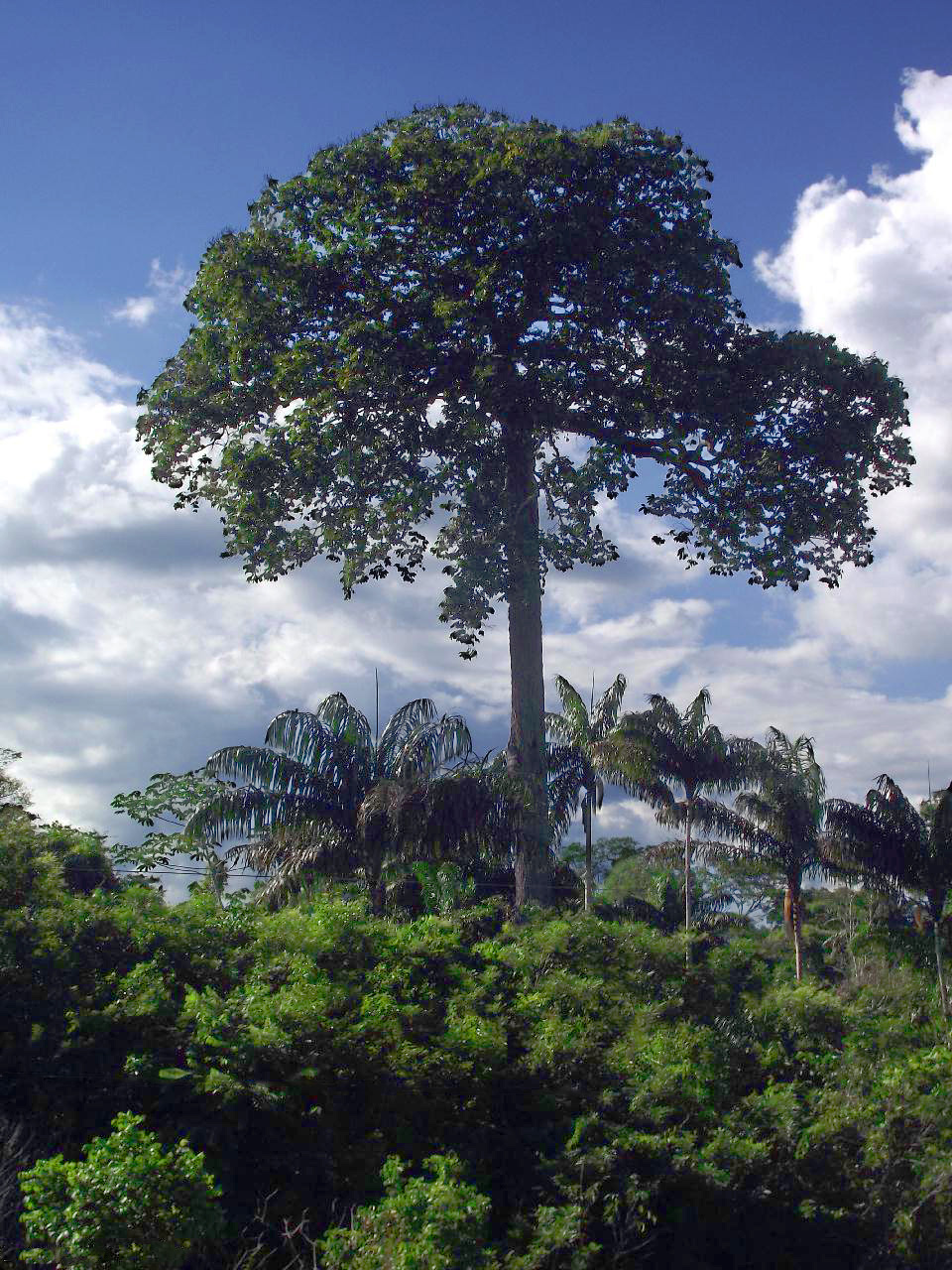
Em destaque, uma Bertholletia excelsa, árvore símbolo do município.

Ocupando uma área de 15 128,058 km², Marabá conta, em 2020, com 283 542 habitantes, sendo o décimo município mais populoso da região Norte do Brasil. A sede municipal apresenta as seguintes coordenadas geográficas: 05º 21' 54" latitude Sul e 049º 07' 24" longitude WGr. Localizada no sudeste do Pará, limita-se com os municípios de: Novo Repartimento, Itupiranga, Nova Ipixuna e Rondon do Pará (ao norte); São Geraldo do Araguaia, Eldorado do Carajás, Curionópolis e Parauapebas (ao sul); Bom Jesus do Tocantins, São João do Araguaia e São Domingos do Araguaia (ao leste); e São Félix do Xingu (ao oeste).
De acordo com a divisão regional vigente desde 2017, instituída pelo IBGE, o município pertence às Regiões Geográficas Intermediária e Imediata de Marabá. Até então, com a vigência das divisões em microrregiões e mesorregiões, fazia parte da microrregião de Marabá, que por sua vez estava incluída na mesorregião do Sudeste Paraense.
A topograﬁa do município de Marabá apresenta as maiores altitudes da região Sudeste do Pará, através das serras dos Carajás, Sereno, Buritirama, Paredão, Encontro, Cinzento e Misteriosa. Desse complexo, destaca-se a serra dos Carajás, como a de maior porte. Entretanto, é na serra do Cinzento que se encontra a altitude máxima do município de Marabá, com 792 metros. As serras dos Carajás, Cinzento e Buritirana estão situadas em áreas de conservação, sob jurisdição federal, denominadas de Floresta Nacional do Tapirapé-Aquiri e a Reserva Biológica do Tapirapé, onde se encontram diversas cavernas. Suas formas de relevo estão englobadas pela unidade morfoestrutural denominada de Depressão Periférica do Sul do Pará, onde dominam os planaltos amazônicos.
É bastante diversificada a cobertura vegetal do município de Marabá. A ﬁtoﬁsionomia das ﬂorestas do município de Marabá se caracteriza por três tipos: A floresta ombrófila aberta, a ﬂoresta ombróﬁla densa e as áreas antrópicas. Na área urbana de Marabá predominam as ﬂorestas antrópicas. Por apresentar esta característica tão diversa o município detém um dos maiores patrimônios naturais do Brasil, abrigando em seu território grandes reservas florestais como a Reserva Biológica do Tapirapé, com 103.000 ha (1.030 km²), e a Floresta Nacional do Tapirapé-Aquiri, com 190.000 ha (1.900 km²), além da Terra Indígena Mãe Maria, com 64.488.416 ha (644.88 km²), que fica próximo a sede municipal de Marabá, esta pertencendo ao município de Bom Jesus do Tocantins

Marabá está situada em uma área de baixa altitude, na conﬂuência de dois rios – o Itacaiúnas e Tocantins – e sofre com as enchentes anuais em decorrência da topograﬁa e da inﬂuência direta de quatro rios: Itacaiunas, Tocantins, Tauarizinho e Sororó.[carece de fontes?] Além das bacias relativas a estes rios, o município está inserido nas bacias dos rios Aquiri, Tapirape, Cinzento, Preto, Parauapebas e Vermelho.[carece de fontes?] Destas, estão incluídas totalmente na área do município as bacias dos rios Tapirapé, Cinzento e Preto. Destaca-se a bacia do Itacaiúnas por banhar todo o município, em cuja foz encontra-se a sede municipal de Marabá e cobre a maior área, isto é, 5.383,4 km².[carece de fontes?]
- Rio Tocantins – é um rio brasileiro que nasce no estado de Goiás, passando logo após pelos estados do Tocantins, Maranhão e Pará, até chegar na foz do Rio Amazonas, onde este desemboca as suas águas.[carece de fontes?]
- Rio Itacaiúnas - Rio que nasce na Serra da Seringa no município de Água Azul do Norte, estado do Pará, e é formado pela junção de dois rios, o da Água Preta e o Azul. Desemboca na margem esquerda do Rio Tocantins, no seio da cidade de Marabá.[carece de fontes?]
- Existem ainda outros rios importantes que atravessam o território do município que são afluentes do Rio Itacaiúnas, como os rios: Preto, Parauapebas, Vermelho, Aquiri, da Onça, Sororó, Tapirapé, entre outros.[35]

### Clima
| Maiores acumulados de precipitação em 24 horas registrados em Marabá por meses (INMET, 1973-presente) | Maiores acumulados de precipitação em 24 horas registrados em Marabá por meses (INMET, 1973-presente) | Maiores acumulados de precipitação em 24 horas registrados em Marabá por meses (INMET, 1973-presente) | Maiores acumulados de precipitação em 24 horas registrados em Marabá por meses (INMET, 1973-presente) | Maiores acumulados de precipitação em 24 horas registrados em Marabá por meses (INMET, 1973-presente) | Maiores acumulados de precipitação em 24 horas registrados em Marabá por meses (INMET, 1973-presente) |
| Mês                                                                                                   | Acumulado                                                                                             | Data                                                                                                  | Mês                                                                                                   | Acumulado                                                                                             | Data                                                                                                  |
| --- | --- | --- | --- | --- | --- |
| Janeiro                                                                                               | 140,7 mm                                                                                              | 16 de janeiro de 1978                                                                                 | Julho                                                                                                 | 48 mm                                                                                                 | 6 de julho de 1991                                                                                    |
| Fevereiro                                                                                             | 157,5 mm                                                                                              | 1 de fevereiro de 1974                                                                                | Agosto                                                                                                | 115,3 mm                                                                                              | 29 de agosto de 1979                                                                                  |
| Março                                                                                                 | 140,6 mm                                                                                              | 8 de março de 1975                                                                                    | Setembro                                                                                              | 120 mm                                                                                                | 18 de setembro de 1991                                                                                |
| Abril                                                                                                 | 133 mm                                                                                                | 2 de abril de 2004                                                                                    | Outubro                                                                                               | 124,5 mm                                                                                              | 25 de outubro de 1976                                                                                 |
| Maio                                                                                                  | 93 mm                                                                                                 | 2 de maio de 2009                                                                                     | Novembro                                                                                              | 162,8 mm                                                                                              | 2 de novembro de 2011                                                                                 |
| Junho                                                                                                 | 49,2 mm                                                                                               | 1 de junho de 1986                                                                                    | Dezembro                                                                                              | 182 mm                                                                                                | 22 de dezembro de 1991                                                                                |

O clima é tropical semiúmido (Aw) com temperatura média compensada anual em torno dos 27 ºC, baixas amplitudes térmicas e índice pluviométrico elevado, próximo aos 1 900 milímetros (mm) anuais, concentrados entre os meses de dezembro e abril. Com mais de 2 200 horas de insolação, a umidade do ar é relativamente elevada, porém na estação seca (junho a setembro), conhecida como "verão amazônico", quando são registradas as maiores temperaturas do ano e as chuvas se tornam mais escassas, os valores despencam, aumentando a ocorrência de queimadas. A velocidade média do vento é de 1,4 m/s, com predominância no sentido de nordeste.
Segundo dados do Instituto Nacional de Meteorologia (INMET), desde 1973 a menor temperatura registrada em Marabá foi de 15,6 ºC em 20 de outubro de 1975, e a maior atingiu 39,7 ºC em 1° de setembro de 1991. O maior acumulado de precipitação em 24 horas atingiu 182 mm em 22 de dezembro de 1991. Outros grandes acumulados foram 162,8 mm em 2 de novembro de 2011, 157,5 mm em 1° de fevereiro de 1974, 150,8 mm em 7 de dezembro de 1990 e 150,3 mm em 8 de fevereiro de 1990.
| Dados climatológicos para Marabá                                                                                              | Dados climatológicos para Marabá | Dados climatológicos para Marabá | Dados climatológicos para Marabá | Dados climatológicos para Marabá | Dados climatológicos para Marabá | Dados climatológicos para Marabá | Dados climatológicos para Marabá | Dados climatológicos para Marabá | Dados climatológicos para Marabá | Dados climatológicos para Marabá | Dados climatológicos para Marabá | Dados climatológicos para Marabá | Dados climatológicos para Marabá |
| Mês | Jan                              | Fev                              | Mar                              | Abr                              | Mai                              | Jun                              | Jul                              | Ago                              | Set                              | Out                              | Nov                              | Dez                              | Ano                              |
| --- | -------------------------------- | -------------------------------- | -------------------------------- | -------------------------------- | -------------------------------- | -------------------------------- | -------------------------------- | -------------------------------- | -------------------------------- | -------------------------------- | -------------------------------- | -------------------------------- | -------------------------------- |
| Temperatura máxima recorde (°C)                                                                                               | 36,3                             | 36,7                             | 35,5                             | 36,7                             | 36,7                             | 37,9                             | 38,2                             | 39,3                             | 39,7                             | 38,1                             | 36,1                             | 36,1                             | 39,7                             |
| Temperatura máxima média (°C)                                                                                                 | 31,4                             | 31,4                             | 31,6                             | 32,2                             | 32,9                             | 33,4                             | 34,2                             | 34,7                             | 34,2                             | 33,2                             | 32,3                             | 31,5                             | 32,8                             |
| Temperatura média compensada (°C)                                                                                             | 26,5                             | 26,4                             | 26,5                             | 27                               | 27,5                             | 27,5                             | 27,7                             | 28,1                             | 28,2                             | 27,9                             | 27,3                             | 26,7                             | 27,3                             |
| Temperatura mínima média (°C)                                                                                                 | 23,1                             | 23                               | 23,2                             | 23,5                             | 23,5                             | 22,7                             | 22,2                             | 22,6                             | 23,6                             | 23,9                             | 23,7                             | 23,3                             | 23,2                             |
| Temperatura mínima recorde (°C)                                                                                               | 20                               | 16,8                             | 18                               | 18                               | 17,6                             | 18,3                             | 16,5                             | 16                               | 17                               | 15,6                             | 16,7                             | 17,4                             | 15,6                             |
| Precipitação (mm) | 256,3                            | 299,5                            | 377,2                            | 258,5                            | 119,9                            | 28,5                             | 15,9                             | 11,4                             | 47,2                             | 94,3                             | 151,1                            | 239,4                            | 1 899,2                          |
| Dias com precipitação (≥ 1 mm)                                                                                                | 16                               | 17                               | 19                               | 15                               | 9                                | 4                                | 1                                | 1                                | 4                                | 6                                | 9                                | 14                               | 115                              |
| Umidade relativa compensada (%)                                                                                               | 82,7                             | 83,9                             | 84,5                             | 83,3                             | 80                               | 73,7                             | 68,9                             | 66,2                             | 69,9                             | 73,5                             | 78,3                             | 82,3                             | 77,3                             |
| Insolação (h) | 152,3                            | 132,1                            | 141,3                            | 161,3                            | 212                              | 252,1                            | 280,6                            | 268,4                            | 195,7                            | 159,5                            | 136,5                            | 125,9                            | 2 217,7                          |
| Fonte: Instituto Nacional de Meteorologia (INMET) (normal climatológica de 1981-2010; recordes de temperatura: 1973-presente) |                                  |                                  |                                  |                                  |                                  |                                  |                                  |                                  |                                  |                                  |                                  |                                  |                                  |

## Demografia
O município de Marabá tem uma área de 15 128,058 km². Sua expansão urbana e rural se define pelos grandes acidentes geográficos presentes em todo o território do município. A área urbana do município corresponde somente por cerca de 0,20% da área total do mesmo ou 29,97 km².
A população do município foi estimada pelo Instituto Brasileiro de Geografia e Estatística (IBGE) em 283 542 habitantes em 2020. Porém o Ministério da Saúde, considerando a população flutuante, aumenta esse número em 7% quando são repassados recursos do Sistema Único de Saúde para a cidade, elevando-o para 303.389 moradores. Uma população bastante miscigenada, praticamente todos os estados brasileiros estão representados em Marabá, com maior volume de nordestinos, mas goianos, paulistas e mineiros também fixaram moradia no município. Segundo o Tribunal Superior Eleitoral, Marabá possuía 159.055 eleitores em 2016. Marabá teve considerável crescimento populacional a partir de 1970, como pode verificar no gráfico abaixo.
Segundo dados de 2010, Índice de Desenvolvimento Humano Municipal (IDH-M) de Marabá era considerado médio pelo Programa das Nações Unidas para o Desenvolvimento (PNUD), sendo seu valor de 0.668. Considerando apenas a educação o valor do índice rae de 0.564, enquanto o do Brasil era 0.637, o índice da longevidade era de 0.785 (o brasileiro era 0,816) e o de renda era de 0.673  (o do Brasil era 0.739). Marabá possui todos os indicadores abaixo da média nacional segundo o PNUD. A renda per capita é de 15.857,00 reais, a taxa de alfabetização é 93,93% e a expectativa de vida é de 72,09 anos. O coeficiente de Gini, que mede a desigualdade social, é de 0,41, sendo que 1,00 é o pior número e 0,00 é o melhor. A incidência da pobreza, medida pelo IBGE, em 2010, era de 42,73% e a incidência da pobreza subjetiva era de 46,50%. Em 2000, a população marabaense era composta de 35,1% de brancos, 61,4% de pardos, 6,5% de pretos e 2% de pessoas de outras etnias.

### Religião
Na administração da Igreja Católica Romana, o município é abrangido pela Arquidiocese de Belém do Pará e pela Diocese de Marabá. Desde as suas origens, Marabá tem muita ligação com seu padroeiro, São Félix de Valois, o qual possui igreja própria na cidade.
O município possui os mais diversos credos protestantes ou reformados, como a Igreja Luterana, a Igreja Presbiteriana, a Igreja Metodista, a Igreja Adventista, a Igreja Batista, a Igreja Assembleia de Deus Missão, a Igreja Universal do Reino de Deus, as Testemunhas de Jeová, entre outras. Há uma visível tendência de crescimento de denominações de raiz protestantes em Marabá. As igrejas protestantes se espalham por todos os bairros e vilas do município, o que mostra a grande popularidade que estas conseguiram.
Entre as outras religiões, se destacam, em Marabá, em número de adeptos, o judaísmo, o budismo, testemunhas de jeová e Igreja Messiânica Mundial, religiões que vêm apresentando um pequeno crescimento nos últimos anos. O município possui 56,91% de católicos, 30,91% de protestantes, 0,38% de espíritas, 0,04% de umbandistas e candomblecistas, 0,02% de judeus, 0,06% de budistas, 10,85% não tem religião e 0,12% são ateus e agnósticos.
Evolução demográfica de Marabá

## Política

### Administração
De acordo com a Constituição de 1988, Marabá está localizada em uma república federativa presidencialista. A forma de Estado foi inspirada no modelo estadunidense, no entanto, o sistema legal brasileiro segue a tradição romano-germânica do direito positivo. O federalismo no Brasil é mais centralizado do que o federalismo estadunidense; os estados brasileiros têm menos autonomia do que os estados norte-americanos, especialmente quanto à criação de leis. A administração municipal se dá pelo poder executivo e pelo poder legislativo.

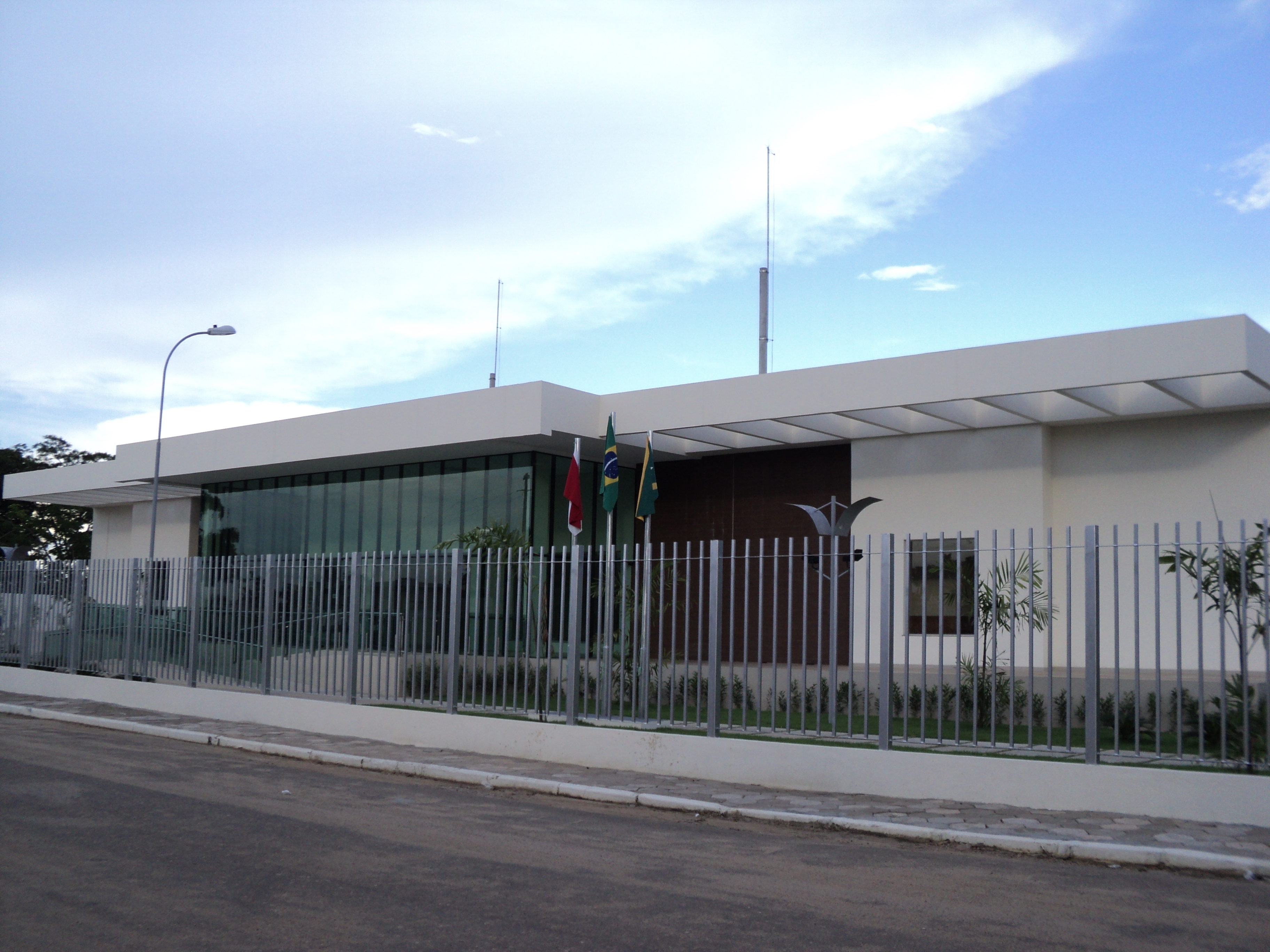
Fórum da Subseção Judiciária de Marabá, responsável por toda a região do Sudeste Paraense

Tradicionalmente considera-se que o primeiro representante do poder executivo e Presidente da Comissão Administrativa do município foi Antônio da Rocha Maia, nomeado logo após a emancipação do município. Desde 2017 o cargo é ocupado, pela segunda vez, por Sebastião Miranda Filho.[carece de fontes?]
A câmara de vereadores representa o poder legislativo. Sua bancada é formada por vinte e um vereadores, e está composta da seguinte forma: três cadeiras do Movimento Democrático Brasileiro (MDB); uma cadeira do Partido dos Trabalhadores (PT); duas cadeiras do Partido Socialista Brasileiro (PSB); duas cadeiras do Partido Social Cristão (PSC); uma cadeira do Partido Humanista da Solidariedade (PHS); duas cadeiras do Partido da Social Democracia Brasileira (PSDB); duas cadeiras do Partido Comunista do Brasil (PCdoB); uma cadeira do Partido Republicano Brasileiro (PRB); uma cadeira do Partido Progressista (PP); três cadeiras do Partido Trabalhista Brasileiro (PTB); uma cadeira do Podemos (PODE); uma cadeira do Partido Popular Socialista (PPS), e; uma cadeira do Partido da República (PR).[carece de fontes?]

### Contexto regional
A Comarca Judiciária de Marabá não faz parte da administração direta de Marabá, contudo é responsável pelos municípios da Região Geográfica Imediata de Marabá. A Subseção Judiciária de Marabá é responsável por todo o Sudeste Paraense, portanto, Marabá sedia todos os órgãos judiciários da região e entorno.[carece de fontes?]
Estatisticamente o município de Marabá faz parte da Região Geográfica Intermediária de Marabá e da Região Geográfica Imediata de Marabá, e historicamente/culturalmente do chamado-sul-sudeste paraense ou região do Carajás.[carece de fontes?]
No contexto macropolítico, Marabá sedia diversos órgãos federais e estaduais inclusive as sedes da Associação dos municípios do Araguaia e Tocantins e do Consórcio Público Intermunicipal de Saúde do Araguaia e Tocantins. A cidade também sedia os fóruns sobre a temática da nova unidade federativa de Carajás.

## Subdivisões
O município de Marabá está oficialmente subdividido em doze distritos. Um deles é urbano, pois é a sede do município, e os outros onze se encontram na zona rural. Devido às dimensões e aos grandes acidentes geográficos presentes em todo seu território, algumas vilas e comunidades da zona rural encontram-se isoladas e são administradas por municípios vizinhos e, em contrapartida, Marabá administra comunidades de municípios do entorno que estão mais próximas de sua zona urbana.
Os órgãos oficiais marabaenses não forneçam informações centralizadas sobre o número exato de bairros do município ou, quando fazem, divulgam dados divergentes. Isto se deve ao mal planejamento das ações públicas e a grande quantidade de ocupações irregulares, invasões, além de inúmeros loteamentos.
| Núcleos urbanos do distrito sede - Cidade Nova - Industrial - Morada Nova - Nova Marabá - São Félix - Velha Marabá | Distritos rurais - Alto Bonito - Brejo do Meio - Capistrano de Abreu - Carimã - Itainópolis - Josinópolis - Muru-Muru - Santa Fé - Três Poderes - Sororó - Vila União |

## Economia
Marabá vivenciou vários ciclos econômicos que colaboraram fortemente para que na contemporaneidade seja considerado um dos municípios de maior dinamismo e com capacidade de investimentos das regiões Norte e Nordeste do Brasil.
Até o início da década de 1980 a economia era baseada no extrativismo vegetal. No início o extrativismo girava em torno do látex do caucho, cuja lucrativa exploração atraiu grande número de nordestinos. Desde o fim do século XIX (1894) até o final da década de 1940, o extrativismo foi marcado pelo ciclo da borracha que contribuiu sobremaneira para a economia do município e da região. Porém, a crise da borracha levou o município a experimentar o ciclo da castanha-do-pará, que capitaneou por anos a economia municipal. Houve também o ciclo dos diamantes, nas décadas de 1920 e 1940, que eram principalmente encontrados no leito e às margens do rio Tocantins. Com o despontamento da Serra Pelada e por situar-se na maior província mineral do mundo, Marabá também viveu o ciclo dos garimpos, que teve como destaque maior a extração do ouro.
Desde o início da década de 1970 o município passou a vivenciar a instalação do Projeto Grande Carajás, e posteriormente de indústrias metalúrgicas, que dinamizaram bastante a economia local.
Em 2014, a receita orçamentária total do município era equivalente a 461 146 647,00 reais. Em 2014, o índice de consumo do município, que é o indicador que atribui, a cada município, a sua participação percentual e bruta no potencial total de consumo do país, era de 5 585,44 dólares estadunidenses. Ainda segundo o Instituto Brasileiro de Geografia e Estatística, o número de unidades locais no município era de 2 852 empresas (IBGE/2009) e número total de trabalhadores era de 34 609.

### Agricultura, pecuária e extrativismo
|                                |  |                                                         |
| Exportações de Marabá em 2012. |  | Atividades econômicas por número de empregados em 2012. |

Marabá é o centro econômico e administrativo da região conhecida como "fronteira agrícola Amazônica" - maior produtora de commodities agrícolas da amazônia brasileira. A agricultura do município é diversificada, tendo produção de cereais, leguminosas e oleaginosas, como a castanha-do-brasil, soja, milho, arroz e feijão, de frutas, como a banana, mamão e o cajá. O extrativismo vegetal, não possui a mesma dimensão que as demais atividades primárias, contudo ainda persiste principalmente na coleta de castanha-do-brasil.
A pecuária com base na criação de gado bovino para corte e leite, é uma atividade de grande importância para o município, além de assegurar uma das formas de subsistência da população, proporciona o desenvolvimento regional e local, pela criação em grande escala, sendo comercializado nas diversas regiões brasileiras, e também no exterior. O rebanho local é destaque pela sua qualidade, sendo um dos mais expressivos rebanhos bovinos do estado, resultado advindo do uso de tecnologia de ponta na seleção e fertilização. Possui também rebanhos de suínos, equinos e ovinos, além de grande criação de aves para corte.
O setor pesqueiro também tem um relativo papel na base econômica local, exportando seu excedente para todo o norte e nordeste brasileiro. A pesca extrativista artesanal, embora não tenha a dimensão da pecuária de corte e leite, tem um perfil mais redistributivo de riqueza, pois engaja principalmente famílias de baixa renda.

### Indústria e mineração
Através da Companhia de Desenvolvimento Industrial do Pará (CDI), foi instalado no final da década de 1980, numa área de 1.300 hectares, o Distrito Industrial de Marabá (DIM), para criar a base de um pólo sídero-metalúrgico para o beneficiamento e semibeneficiamento do minério de ferro extraído da Serra dos Carajás, uma área de mineração sob concessão da Vale S.A. O parque industrial do município também produz de aço para construção civil, produtos agroquímicos, insumos minerais e equipamentos para mineração.
A economia industrial do município também conta com a mineração de ferro, ouro, cobre e manganês e outros minerais; com destaque para a mineração do cobre, que está concentrada principalmente no Complexo Mineral do Salobo (uma extensão da Serra dos Carajás), com capacidade nominal estimada de 200 mil toneladas anuais, sendo o mais importante gerador de róialtis para o município, e; a Mina da Buritirama, na serra homônima, onde há a extração de manganês.
As indústrias sídero-metalúrgicas e a intensa atividade pecuária foram responsáveis por uma grande devastação ambiental na região. Esta atividade industrial exige grande quantidade de carvão vegetal, que tem como principal depósito deste insumo a floresta nativa da região, que acabou por ser devastada. Em consequência da pressão da opinião pública as indústrias foram obrigadas a modificar seu modelo de produção, investindo em reflorestamento, produção de carvão através do coco da palmeira babaçu, entre outras matrizes energéticas.
A construção civil é uma grande empregadora no município, sendo que, por haver forte demanda no período de 2004-2011, experimentou uma expansão muito forte, alimentada pelo aquecimento do mercado imobiliário. Há também destaque às indústrias madeireira, moveleira e de utensílios cerâmicos.
No setor agroindustrial, Marabá trabalha com processamento de polpas, beneficiamento de arroz, leite e palmito. Igualmente, há o processamento de carnes de animais em frigoríficos e uma forte cadeia de beneficiamento de leite, voltada também para a produção de derivados.
Desde o estouro da Grande Recessão no Brasil em 2008, Marabá sofreu um processo de desindustrialização. O parque industrial da cidade que chegou a ter 11 grandes siderúrgicas funcionando com capacidade plena em janeiro de 2008, chegou a julho de 2009 com somente uma das empresas operando regularmente. Os principais mercados consumidores da gusa e do aço do município, os Estados Unidos, o Japão e a China, reduziram sua demanda e forçaram as empresas a dar férias coletivas aos funcionários.
O maior rigor na aplicabilidade das legislações ambiental e trabalhista, coincidiu no momento de maior fragilidade do setor sidero-metalúrgico de Marabá. O setor, que dependia de grandes quantidades de carvão vegetal para manter seus fornos funcionando, contribuía para a grande taxa de desflorestamento na Amazônia, além de ser conivente em relação ao trabalho escravo nas propriedades rurais produtoras de carvão, permanecendo com tais práticas mesmo após seguidas denúncias. Grandes operações do IBAMA e do MTE foram realizadas entre 2008 e 2011 resultando no fechamento por irregularidades de 8 das 11 indústrias. Em junho de 2017 estava em operação somente a metalúrgica Sinobras.

### Comércio e serviços
O setor de comércio e serviços também tem sua parcela de contribuição. Marabá conta com aproximadamente cinco mil estabelecimentos divididos entre comércio formado por micros, pequenas, médias e grandes empresas e serviços hospitalares, financeiros, educacionais, de construção civil e de serviços públicos. É um setor muito forte e que vem apresentando bons índices de crescimento. Isto se deve à posição de Marabá como entreposto regional, com o município acabando naturalmente por sediar todos os principais organismos de representatividade do sul e sudeste do Pará (região do Carajás), dando, assim, ainda mais visibilidade perante a região e o estado. O comércio é dinâmico graças exatamente a esta condição de entreposto comercial que Marabá desempenha em relação ao sul e sudeste do Pará.
Destaca-se no comércio a instalação de grandes grupos varejistas desde a década de 2000, chegando ao ano de 2017, com a cidade sendo também um importante centro atacadista, suplantando tradicionais localidades que serviam de suporte à Marabá. Até 2014 era a única cidade do interior da região norte que possuía dois shopping centers.
O setor de turismo em Marabá é tímido, em relação a cidades de mesmo tamanho e peso econômico. Na temporada do "verão amazônico" há um certo fluxo de turistas em busca das prais fluviais dos rios do município, fazendo girar, de certa maneira, atividades e serviços ligados ao Turismo. A despeito dessa aparente timidez, sua rede hoteleira é a maior e mais bem estruturada da região.
A matriz econômica de Marabá vem transformando-se desde meados de 2006, quando os governos estadual e federal passaram a investir em estruturas educacionais de nível superior e em estruturas de saúde. Esses serviços, acabaram por tornar o município em um polo regional de saúde e também em um polo universitário.

## Infraestrutura
Marabá detém uma relevante infraestrutura se comparado aos municípios da região do Carajás, porém, se comparado a outras cidades médias das regiões Norte e Nordeste do Brasil, está deveras aquém neste quesito.
O serviço de água e esgoto de Marabá é feito pela Cosanpa. A água consumida pelos habitantes de Marabá é proveniente dos rios Tocantins e Itacaiunas, que passa por tratamento nas estações de tratamento de água do município.[carece de fontes?]
A energia elétrica é fornecida pela empresa Celpa, que possui quatro subestações, uma no bairro Folha 19, uma no bairro Jardim Vitória, uma no bairro Gabriel Pimenta (núcleo urbano da Morada Nova) e outra no núcleo urbano do Distrito Industrial. A subestação localizada no núcleo urbano da Morada Nova, é o centro distribuidor da rede Norte-Sul do sistema Eletrobrás, que fornece energia ao Sudeste do Brasil.
Em dezembro de 2017 Marabá contava 53 com estabelecimentos bancários e financeiros, entre agências e postos de atendimento, com operações de crédito na casa dos 288 112,00 mil reais (2008), e a poupança com 109 804,00 mil reais (2008), além de nove agências e um centro regional de distribuição dos Correios.

### Segurança

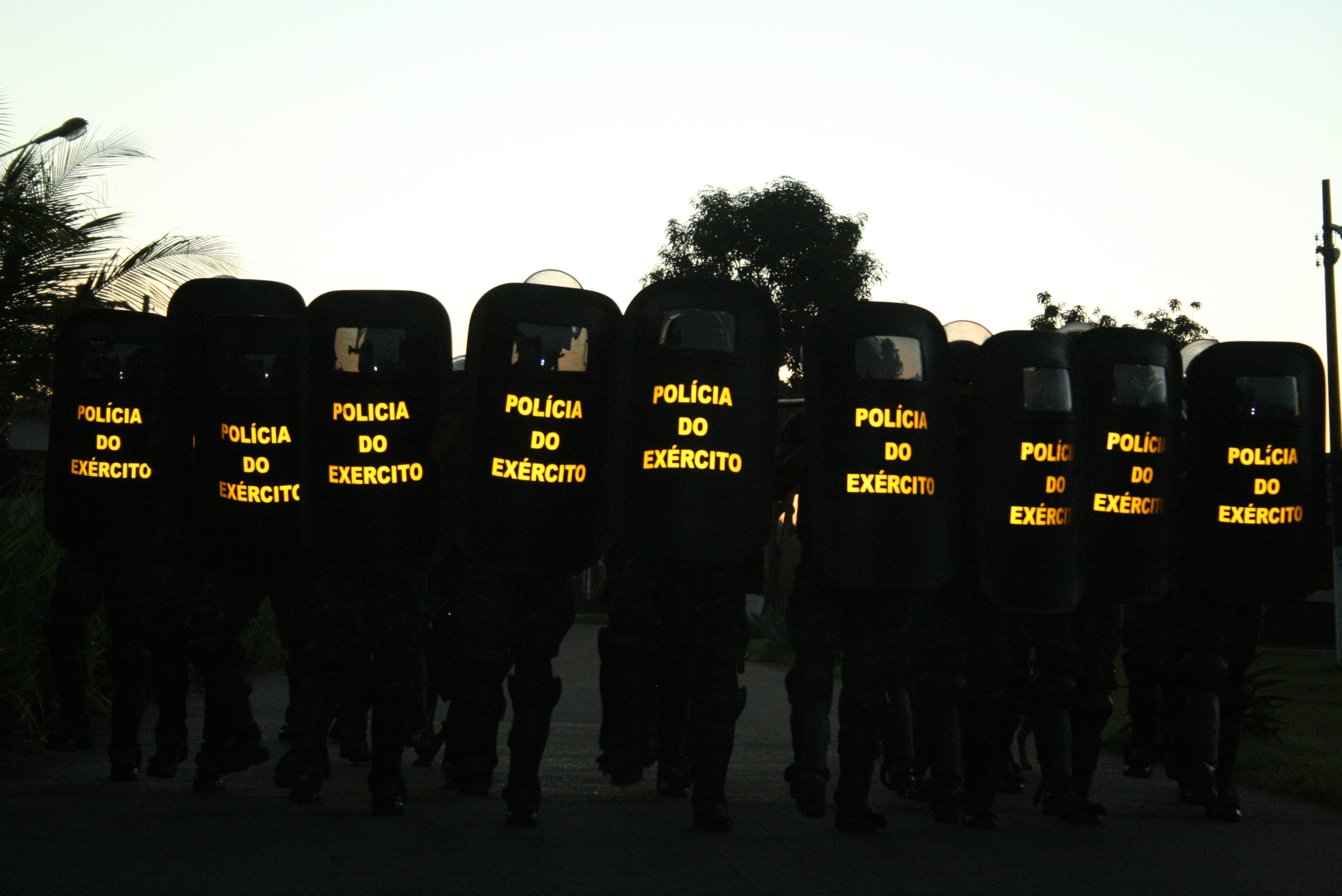
Simulação de uma batida policial pelo 33º Pelotão de Polícia do Exército, que tem sua sede em Marabá

Devido ao forte crescimento econômico, que impulsiona grandes correntes migratórias, aliado à ineficácia estatal em gerir políticas públicas de qualidade, principalmente para a juventude, Marabá vem apresentando altos índices de violência. O município foi considerado o 22º com maiores taxas de homicídio do Brasil, segundo a pesquisa "Mapa da Violência 2015" elaborado pela Faculdade Latino-Americana de Ciências Sociais (FLACSO), em 2015, e o 5º entre os municípios paraenses onde os jovens estão mais expostos à criminalidade, segundo o Fundo das Nações Unidas para a Infância (UNICEF) em 2016.
De acordo com o relatório da Organização dos Estados Ibero-Americanos de 2007, o município ainda apresentava altos índices de violência no campo, tendo como principais fatores: a grilagem de terras, o desmatamento ilegal e a pressão do agronegócio por mais terras somados à fraca atuação do Estado são os principais ingredientes para que a violência prolifere na região. O município ainda é um dos campeões de incidência de trabalho escravo, que, somado aos indicadores de homicídios no campo, coloca-o entre os líderes do ranking de violência no meio rural.
Esse quadro de insegurança fez com que a prefeitura e a câmara do município criassem, através da Lei Municipal nº 17.361, de 23 de julho de 2009, a Guarda Municipal de Marabá (GMM), órgão complementar às ações do Comando de Policiamento Regional II da PMPA e da 10ª Regional de Segurança Pública da PCPA, voltado basicamente à segurança patrimonial; para gerir a GMM, a mesma lei criou a Secretaria Municipal de Segurança Institucional.

### Educação
Marabá conta com escolas em praticamente todas as regiões do município, contudo, está longe de figurar entre os seus melhores indicadores. As escolas da rede estadual contam com infraestrutura abaixo do ideal, e em sua maioria encontram-se sucateadas, principalmente na zona rural. A rede municipal de ensino conta com escolas em melhores condições alcançando a meta do IDEB de 2015 para o município (4,1), no entanto, na avaliação geral segundo o Ministério Público, o ensino ainda é de má qualidade.
No que tange à educação profissional e superior, o município conta cerca de 30 unidades de ensino, um número relativamente alto, se comparado aos municípios que não são capitais na região Norte do Brasil. As universidades públicas mantém 7 campus e polos no município, com destaque para a Universidade Federal do Sul e Sudeste do Pará, a Universidade do Estado do Pará e o Instituto Federal do Pará (este último com vias de tornar-se o Instituto Federal do Sul e Sudeste do Pará). Com este perfil, Marabá é considerada a primeira localidade do interior da Amazônia com perfil de "polo/cidade universitária".

### Saúde
Segundo dados do IBGE/2009, Marabá possui 61 estabelecimentos de saúde, sendo 31 deles públicos, entre hospitais, prontos socorros, postos de saúde e serviços odontológicos. Em 2009, a cidade possuía 444 leitos para internação em estabelecimentos de saúde, sendo 344 públicos e 100 privados. Mesmo com estes indicadores, não há um reflexo na qualidade da saúde no município, um fator que força para baixo indicadores de saúde e longevidade de toda região, visto que Marabá é o polo de saúde do sul do estado.
Contando com 6 hospitais, sendo 4 públicos, ainda o Hospital Municipal de Marabá (HMM) é o mais requisitado no atendimento ao público de Marabá e de toda a região, estando constantemente superlotado, com estruturas degradadas ou com falta de profissionais. Como suporte há o Hospital Regional do Sudeste do Pará Dr. Geraldo Veloso (HRSP; referência em alta complexidade no sul e sudeste do estado), o Hospital Materno Infantil de Marabá (HMIM) e o Hospital da Guarnição de Marabá (HGuMba), este último subordinado à 23ª Bda Inf Sl, sendo um dos melhores hospitais da região, embora não ofereça atendimento ao público em geral. As únicas instituições privadas do tipo, até 2018, eram o Hospital Unimed Sul do Pará (HUSP; antigo Hospital CLIMEC) e o Hospital Santa Teresinha (HST).

### Comunicações
Marabá possui uma considerável estrutura de meios de comunicação, indo desde os tradicionais jornais, que já circulavam em Marabá na década de 1900, como é o caso do antigo periódico católico "A Cruz", até os meios mais recentes, concentrados nos sistemas de internet. Dado a polaridade que exerce sobre outros municípios, Marabá concentra inclusive alguns conglomerados midiáticos regionais.
Os meios impressos como o jornal Correio de Carajás, criado em 15 de janeiro de 1983, pelo jornalista Mascarenhas Carvalho da Luz, e o Jornal Opinião Marabá, criado em 1995 pelo jornalista João Salame Neto e o publicitário Cláudio Feitosa Felipeto, são referências na comunicação regional. Muitos jornais de Marabá circulam também em Belém e no Sudeste do Pará.
Através do sinal aberto, o município é servido tanto por canais de televisão de frequência UHF e VHF (14 canais autorizados em 2017), como por canais digitais ISDB-Também (4 canais autorizados em 2017). Operadoras de canais fechados também fornecem serviço em Marabá. Os serviços de rádio são disponibilizados na frequência FM e AM, com duas estações operando para cada.
Há serviços de internet discada e banda larga (ADSL, via rádio, 3G, 4G e Fibra ótica) sendo oferecido por vários provedores. A telefonia fixa está presente em todo município, com o serviço telefônico móvel concentrado basicamente na cidade de Marabá.

### Mobilidade e transportes

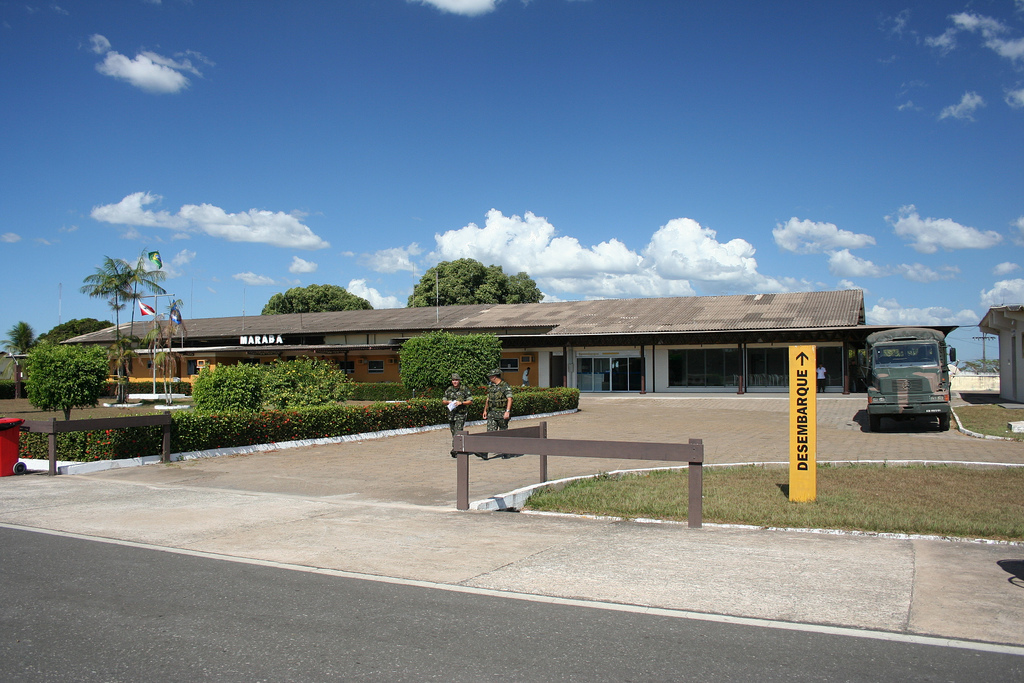
Aeroporto João Correa da Rocha.

Marabá tem um razoável sistema de transportes que a liga a várias cidades do interior paraense, a capital e a todo território nacional, por meio de rodovias, aeródromos, ferrovias e por meio fluvial. Somente para o transporte rodoviário, há cinco terminais interurbanos: Terminal Pedro Marinho (Folha 32), Terminal Miguel Pernambuco (km 06/Maria da Cruz), Terminal COOPERMABI (Cidade Nova), Terminal Dionor Maranhão (Laranjeiras) e Terminal Morada Nova (bairro homônimo).
Em 2016 a frota de veículos em Marabá era de 104.587 (terceira maior do estado), sendo 27.267 automóveis, 3.691 caminhões, 642 caminhões-tratores, 11.308 caminhonetes/camioneta, 57.644 motos/motonetas, 1.084 ônibus/micro-ônibus e apenas 11 tratores agrícolas.

#### Transporte aeroviário
Marabá conta com três aeródromos comerciais em seu território; o principal é o Aeroporto João Correa da Rocha, a 6,5 km da Avenida VP-8 (centro da cidade), no núcleo urbano Cidade Nova, atendendo a toda região com voos diários para Belém, Brasília e outros destinos. É um dos mais movimentados da Norte do Brasil. Além do Aeroporto Correa da Rocha, localiza-se a cerca de 135 km do centro de Marabá o Aeródromo das Pedras, que atende o extremo sudoeste do município (vila Garimpo das Pedras), e; o Aeródromo da Serra da Buritirama, a cerca de 120 km do centro de Marabá, atendendo ao noroeste do município (região do Rio Preto e vila União).

#### Rodovias e vias públicas
A partir de Marabá, os principais acessos a outras cidades são as rodovias BR-155, BR-230 e BR-153, que dão saída a todos os pontos do Brasil, e também à rodovia estadual PA-150 (Rodovia Paulo Fonteles). Outro acesso de Marabá é feito pela rodovia BR-222, que liga a cidade a Região Nordeste do Brasil. A Avenida VP-8 interliga as rodovias da cidade e as regiões centrais à periferia. Assim como outras vias importantes como a Avenida VP-7, Avenida VP-3, Avenida Verdes Mares, Avenida Antônio Vilhena a Avenida Nagib Mutran e a Avenida Antônio Maia, esta última a principal avenida do centro histórico. A BR-230, com as Avenidas Nagib Mutran, Antônio Maia e principalmente a VP-8, formam os centros comerciais da cidade
Os acessos à zona rural são feitos principalmente pelas rodovias BR-230 e BR-155, sendo que a principal vicinal é a Estrada do Rio Preto, que dá ligação com a cidade aos distritos de Brejo do Meio, Santa Fé, Trindade e União, ainda dando conexão às PA's do Cruzeiro do Sul e Alto Bonito, onde localizam-se os distritos de Capistrano de Abreu e Alto Bonito (Conquistado).

#### Transporte público
No transporte coletivo urbano de massa, conta com linhas de ônibus e transporte alternativo, sendo que esta última é feita pela categoria dos "táxi-lotação", uma modalidade de transporte de baixo custo surgida no município. Ainda há as opções de táxi convencional, aplicativos de transporte e de "moto-táxi", a última, outra categoria que também teve Marabá como uma das localidades pioneiras.
A cidade possui cerca de 50 linhas de ônibus circulares, que levam a praticamente todos os bairros, atendendo, em 2010, cerca de 700 mil passageiros por mês; a maior parte dos ônibus segue para o bairro da Liberdade, o mais populoso de Marabá. Os principais problemas no transporte coletivo de Marabá são crônicos - a demora dos ônibus, a lotação e o sucateamento da frota -, resultando em um grande número de usuários e o pequeno número de veículos circulantes na cidade.
As vilas e distritos rurais são atendidos por transporte alternativo, oferecidos por cooperativas de van, sendo que existem terminais próprios para transporte rural.

#### Transporte ferroviário
Marabá é atravessada pela Estrada de Ferro Carajás (EF-315), que liga da Serra dos Carajás ao Porto de Itaqui, no Maranhão, sendo utilizada para o transporte de passageiros e cargas (principalmente o minério de ferro). Duas estações de passageiros atendem à população do município: a Estação Ferroviária de Marabá, com acesso pela BR-155, e; a Estação Ferroviária da Vila Itainópolis, na vila homônima. Há, igualmente, duas estações de cargas: a Estação do Distrito Industrial e a Estação Serra Leste/Alto Bonito. Tanto o transporte de cargas quanto o de passageiros na EF-315 está concedido à Vale, desde a privatização da companhia. O transporte de passageiros liga Marabá às cidades de Parauapebas à São Luís, sendo de grande importância para o município por se tratar de um transporte seguro e mais barato que a opção rodoviária.

### Tecidos urbanos
Marabá possui uma miríade de tecidos urbanos. Os núcleos originais da cidade apresentam-se alterados, conservando-se poucos dos edifícios históricos; e as periferias desenvolvem-se, de forma geral, com edificações de em geral quatro compartimentos, sem lage ou construção superior. Comparada a outras cidades médias (como as cidades de Vitória da Conquista/BA, Foz do Iguaçu/PR e Volta Redonda/RJ), porém, Marabá é considerada uma cidade de "edifícios baixos".
A heterogeneidade de tecidos, porém, trouxe, porém, para as regiões centrais, pessoas em extrema pobreza, indigentes, tráfico de drogas, comércio ambulante e prostituição, o que incentivou a criação de novas centralidades do ponto de vista socioeconômico.
|                                                                           |  | |
| Palafitas do bairro Francisco Coelho, no núcleo da Velha Marabá, em 2008. |  | Vista da BR-230, a partir do Shopping Pátio Marabá, com edificações educacionais e comerciais, em 2017. |

A mais caracterizada mudança no perfil econômico da cidade, porém, é o chamado setor de expansão. A expressão refere-se à tendência do mercado imobiliário (e das empresas em geral) em "levar" o centro da cidade para regiões antes consideradas periféricas, uma maneira também de evitar áreas propensas a alagamentos. Esta tendência pode ser acompanhada na viragem do século XX para o século XXI: partindo da região da Praça Francisco Coelho (núcleo original da cidade), a centralidade socioeconômica da cidade (que difere da centralidade geográfica) passou para a região da Avenida Antônio Maia (por quase 80 anos) e, mais tarde, para a região da Avenida VP-8. Nas últimas duas décadas, este processo tem levado tal centralidade principalmente para a região rodovia BR-230. Fora dessa região, existem também outras áreas como a Avenida Nagib Mutran, as Avenida Antônio Vilhena/Paraíso, Feira da Laranjeira e BR-222 (no São Félix e na Morada Nova), que também se desenvolveram e tornaram-se centralidades socioeconômicas regionais, funcionando ainda como pólo de comércio, serviços e lazer para outras localidades fora do eixo de desenvolvimento principal do município.
As regiões que permanecem afastadas destas centralidades acabam, na maioria dos casos, servindo como bairros-dormitórios. Isto se deve ao processo de planejamento urbano da cidade ao longo do século XX, que manteve as áreas de habitação popular isoladas das centralidades principais do município. Ao crescimento demográfico estiveram associados processos de especulação imobiliária que aceleraram a ocupação de áreas periféricas com pouca infraestrutura, porpensas a alagamentos e a efeitos das cheias dos rios, em alguns casos fomentados pelos próprios programas urbanísticos estatais de habitação popular. Nas últimas décadas, algumas famílias de baixa renda passaram a ocupar irregularmente regiões de mananciais.
Na década de 1970, a cidade foi rapidamente transformada e passou a apresentar-se como uma cidade de alvenaria, acabando com os antigos casarões de madeira. Enfim, com a necessidade de verticalização e expansão e a popularização de avanços tecnológicos, a cidade passou a ganhar edificações de concreto armado e metal, constituindo parte da paisagem atual. Dos períodos anteriores restam poucos exemplares: um exemplar de como era a residência de um silvicultor preservada na Fundação Casa da Cultura de Marabá. Da mesma maneira, da "cidade de alvenaria", são preservados ainda edifícios como o Palacete Augusto Dias.
No entanto, segundo dados do Programa das Nações Unidas para os Assentamentos Humanos (UN-HABITAT) e da Prefeitura de Marabá no período 2006-2010, o município apresentava, até aquele momento, um déficit de aproximadamente 40 mil unidades habitacionais. Isto equivaleria, segundo tais pesquisas, a aproximadamente 70 mil cidadãos sem acesso à habitação formal ou em habitações precárias: nestes números constam a população de loteamentos clandestinos e irregulares, a população moradora de favelas e a população moradora de cortiços.

## Cultura e lazer

### Cultura e costumes
Com um rico mosaico cultural, Marabá é considerada uma terra cosmopolita, onde se encontram todas as facetas do Brasil (e do mundo), em todas as suas formas e expressões, refletindo-se na culinária, literatura, música, artes, festas, etc..

### Culinária
A culinária marabaense se distingue um pouco da culinária paraense, mas tem muitos elementos desta, principalmente pelo fato de que todo o estado tem influência indígena neste ponto. Porém, em Marabá, alguns pratos relevam-se em relação ao resto do Pará, tanto por fator cultural quanto por fator  étnico. Um exemplo disso é que o povoamento teve participação ativa de nordestinos, mineiros, goianos, sírios, palestinos e libaneses, que trouxeram para Marabá seus costumes e seus tipos de comida.
São as principais iguarias da culinária local e as que se integraram aos costumes: marizabel, suco do guaraná, frango com pequi, peixe com abóbora cabotia, vinho de açaí, tucunaré ao leite de castanha, cozidão de bagre, grelhados à base de coco babaçu, pão de queijo, tacacá, arroz árabe, tabule, frango árabe, pão árabe, quibe-cru, charuto árabe, mudárdara, sopa de lentilhas, cafta, salada de berinjela, homus, tahine, esfirra, carneiro assado ou guisado, arroz-doce e cuscuz.
Há ainda muitos doces típicos: bolo cabeça de negro, biscoitos de castanhas, castanha cristalizada, creme de cupu, mungunzá e torta de castanha.

### Música, literatura e artes visuais
Devido à intensa migração ter trazido brasileiros de todas as partes para o município, a cultura local diferenciou-se da cultura tradicional paraense, inclusive na música. É possível observar a preferência pelos gêneros sertanejo, forró e reggae, distanciando-se um pouco do brega que é estilo musical predominante no Pará. Desse "mix cultural musical" há inclusive ritmos locais genuínos e de musicalidade e sonoridade próprias a partir de mistura de forró, arrocha, brega, reggae e sertanejo.
A influência de outras culturas se deu também no campo da literatura. As misturas decorrentes das migrações têm ocasionado a produção de uma literatura e de uma arte diferente e de qualidade, ou seja, uma significação positiva dos desdobramentos da migração como produtividade cultural enriquecida pelos cruzamentos. Os principais expoentes da literatura local são Airton Souza, Ademir Braz, Frederico Morbach, Abílio Pacheco, Creusa Salame, Maria Virgínia Bastos de Mattos, Janaílson Macedo, Charles Trocatte e Rosana Salame.
No campo das artes visuais, Marabá é reconhecida por ser um dos maiores centros difusores do nanquim amazônico, técnica chinesa que foi trazida para o município em 1985. Destacam-se, neste campo, os artistas Rildo Brasil e Domingos Nunes. Merecem menção ainda os artistas Augusto Morbach (artes plásticas), Alixa Art (artes plásticas), Elis Figueira (ecletismo e artes plásticas), Elton Lobo (pop art) e Bino Sousa (grafite).

### Festas populares
A Festas juninas, no mês de junho, Marabá busca preservar as tradições ao comemorar os festejos juninos. A Secretaria Municipal de Cultura abre inscrições para os grupos de bois-bumbá, quadrilhas roceiras e alegóricas, que fazem o espetáculo maior da festa caipira. Tradicionalmente a festa acontece na Praça Cipriano Santos, mas foi inovado em 1999, com apresentações em outros núcleos da cidade, com desfiles dos participantes na Avenida Antônio Maia, em direção ao Arraial da Praça, onde se encontram montadas barracas de comidas típicas e bebidas, completando o sucesso da festa.
São Félix de Valois (lê-se valoá) é o Padroeiro de Marabá. Todos os anos, uma festa é feita em sua homenagem. Durante dez dias, na praça da primeira igreja erguida na cidade acontecem quermesses com música ao vivo, comidas típicas, bingos, leilões entre outras opções.
A procissão que complementa as homenagens ao padroeiro acontece no dia 20 de novembro e percorre as ruas da Velha Marabá.
Há também a Festa do Divino Espírito Santo, realizada em algumas comunidades de raiz negra/quilombola, bem como as festividades de Tambor-de-Mata e Berequetê; existe também a Procissão do Círio de Nossa Senhora de Nazaré, não sendo originalmente de Marabá, mas importada da tradição de Belém.

### Eventos
A cidade de Marabá sedia inúmeros eventos de relativa repercussão, tais como:
Festival Internacional Amazônida de Cinema de Fronteira
O Festival Internacional Amazônida de Cinema de Fronteira (FIA-CINEFRONT) é um festival de cinema que reúne produções nacionais e de diversos países promovido pela Universidade Federal do Sul e Sudeste do Pará. É composto pela mostra de obras fílmicas de indígenas, camponeses, entre outros.
Esportivoscorridas do Aço, da Infantaria e de 5 de Abril
As corridas do Aço, da Infantaria, de 5 de Abril são tradicionais maratonas que ocorre, respectivamente nos meses de outubro, maio e abril. Os eventos reúnem atletas profissionais e amadores, visando promover a cultura da saúde e da qualidade de vida por meio da prática esportiva.
Exposições

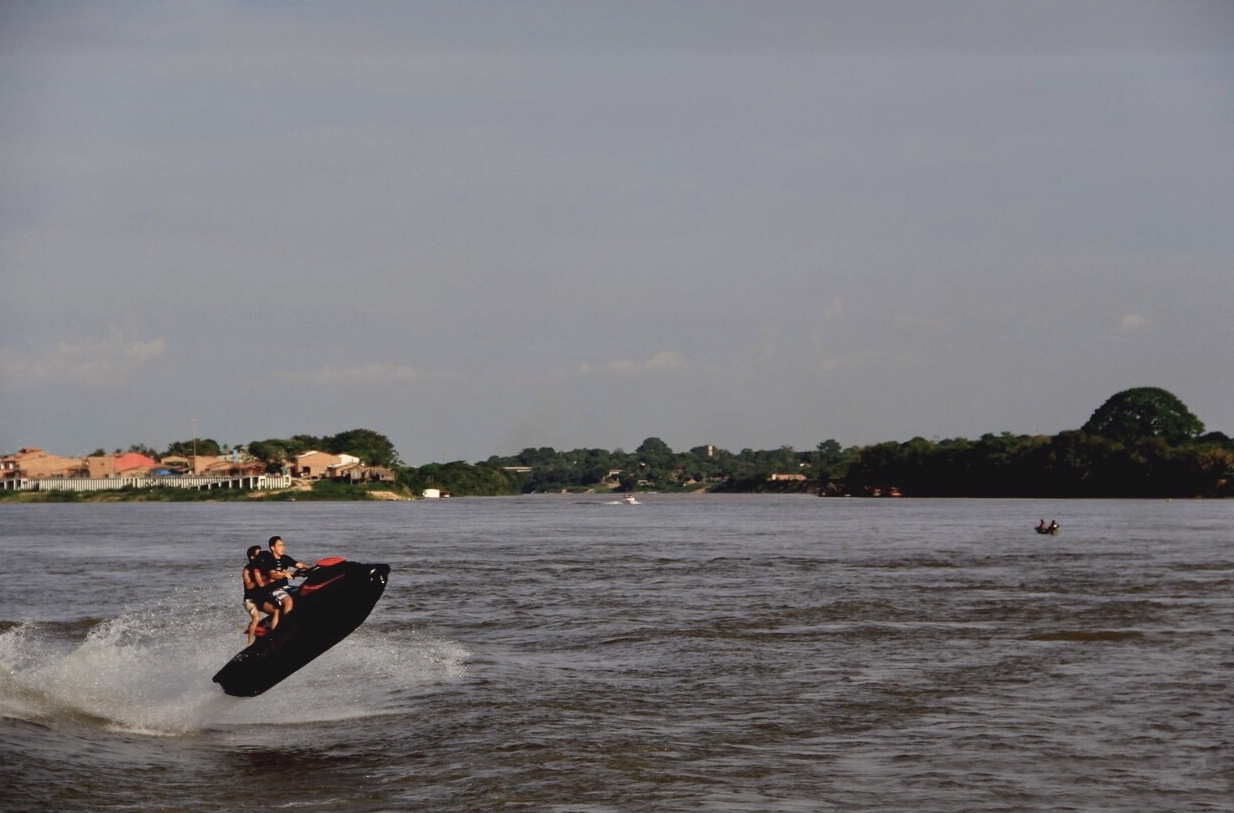
Prática de Jet ski em Marabá.

A Exposição Agropecuária de Marabá acontece no Parque de Exposições de Marabá e tem início sempre na primeira semana de julho. É um dos eventos mais prestigiados da cidade com atrações artísticas diversas nos festivais musicais, como cantores de rap e música sertaneja, bandas de axé, reggae, forró e de pop rock.
A Expoama tem contornos e plataformas diversas, entre elas as de evento e exposição de negócios, festival de música e entretenimento, e a tradicional Festa do Peão de Boiadeiro. Semanas antes de sua abertura, as maiores fazendas e estabelecimentos comerciais organizam equipes para uma cavalgada que se inicia logo ao raiar do dia e acaba sendo uma abertura simbólica do evento.

### Esportes
A prática de esportes é muito comum entre a população de Marabá. As principais modalidades praticadas são a corrida rústica e o futebol, mas há também prática de voleibol, basquete, kart, de paraquedismo, exploração de cavernas, desportos aquáticos, futsal, rugby, entre outros.

#### Futebol
Em Marabá destacam-se as equipes de futebol Águia de Marabá, fundado em 22 de janeiro de 1982, e o Gavião Kyikatejê Futebol Clube, fundado também na década de 1980. Em 2008 o Águia foi campeão da Taça Cidade de Belém, e em 2010, campeão da taça estado do Pará do Campeonato Paraense de Futebol, todavia, ficou somente com o vice-campeonato nas duas edições. O time já disputou a série C, ficando na edição de 2008 na 5ª colocação, e; na edição de 2010, também passou perto do acesso a série B. O principal estádio da cidade é o Zinho Oliveira, onde o Águia de Marabá e o Gavião Kyikatejê, mandam seus jogos pelos campeonatos oficiais.